# Озоліна Ельвіра Анатоліївна

Ельвіра Анатоліївна Озоліна (рос. Эльвира Анатольевна Озолина; нар. 8 жовтня 1939, Ленінград, СРСР) — радянська легкоатлетка, яка спеціалізувалася у метанні списа.

## Біографія
1960 року завоювала золоту медаль Олімпійських ігор в Римі, встановивши олімпійський рекорд – 55,98 м. За це була нагороджена Орден Трудового Червоного Прапора. Між 1960 та 1963 роком встановила ще три світових рекорди. 1964 року на радянських змаганнях стала першою жінкою в світі, якій підкорилась відстань 60 м, метнувши списа на 61,38 м, однак цей результат не був ратифікований Міжнародною асоціацією легкоатлетичних федерацій, а отже і не був визнаний рекордом світу. На наступній Олімпіаді 1964 року змогла зайняти лише розчаровуючи п'яте місце, сфоливши чотири своїх останніх спроби. 
Є п'ятиразовою чемпіонкою СРСР — 1959, 1961–62, 1964, 1966 та 1973 року.
1969 року одружилася з Янісом Лусісом, олімпійським чемпіоном Мехіко з метання списа. Їх син Волдемарс Лусіс брав участь у цій же дисципліні на Олімпійських іграх 2000 та 2004.